# Keramat Jaya (Bandar)
Keramat Jaya is een bestuurslaag in het regentschap Bener Meriah van de provincie Atjeh, Indonesië. Keramat Jaya telt 442 inwoners (volkstelling 2010).